# Savagnin
Voir variante Savagnin rose
Le savagnin B, ou savagnin Naturé B ou savagnin jaune, est un cépage à petites grappes vertes ou jaunes de la famille des traminers.

## Historique

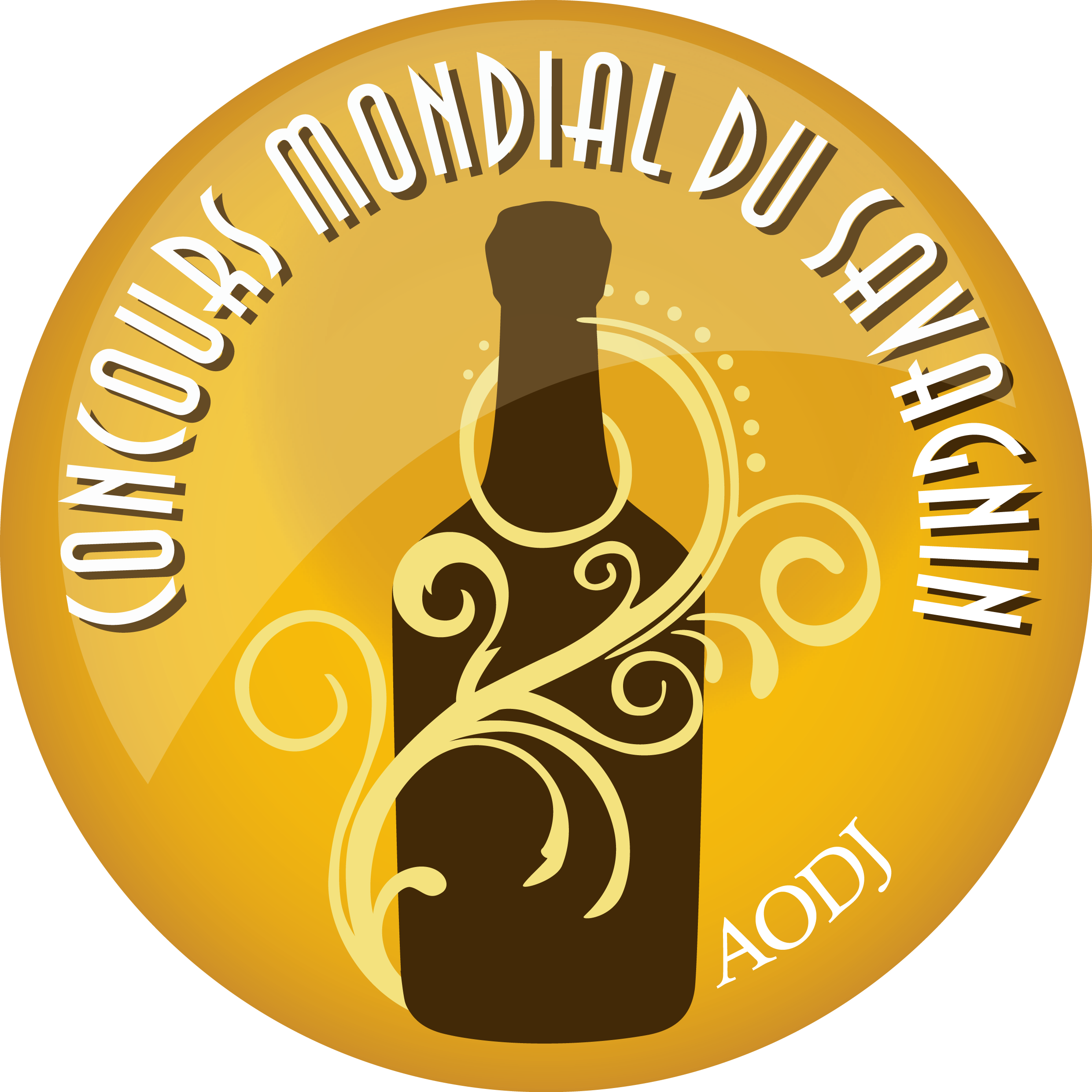
Concours mondial du savagnin.

Ce cépage est cultivé de très longue date dans les pays germaniques. D'après des analyses génétiques effectuées en 2014, le savagnin est affilié directement au pinot noir (en tant qu'ascendant ou descendant, la filiation est indéterminée),. En 2019, l'ADN d'un pépin de raisin datant du xiie siècle, retrouvé dans une fosse d'aisance de l'ancien prieuré de la Madeleine à Orléans, se révèle quasi identique à celui de l'actuel savagnin B, qui s'est donc perpétué depuis plus de 900 ans, sans doute par boutures et greffes,.
En 2014 l’association des œnophiles et dégustateurs du Jura, association œnophile bachique du vignoble du Jura, fondée en 2004, organise le 17 novembre la première session du concours mondial du savagnin, au lycée agricole / viticole de Montmorot / Lons-le-Saunier, préfecture du Jura, pour promouvoir le savagnin et sélectionner et récompenser les meilleurs vins du monde contenant au moins 85 % de ce cépage.

## Géographie
À ce jour, il est majoritairement cultivé dans le vignoble du Jura (dont il est le cépage-roi le plus typique pour la production de savagnin, de vin jaune, de Château-chalon (AOC) et de vin de paille...), et également en moindre mesure dans de nombreux vignobles du monde dont principalement les vignobles alsacien, allemand et autrichien sous le nom de weisser-traminer, et dans le vignoble suisse du Valais sous le nom de Heida ou païen,.
Fin 2008, l'organisme gouvernemental australien Organisation fédérale pour la recherche scientifique et industrielle (CSIRO) démontre que les 150 hectares de cépage Alvarinho de la vallée Barossa du vignoble australien, sont en réalité du savagnin.

## Caractèresampélographiques

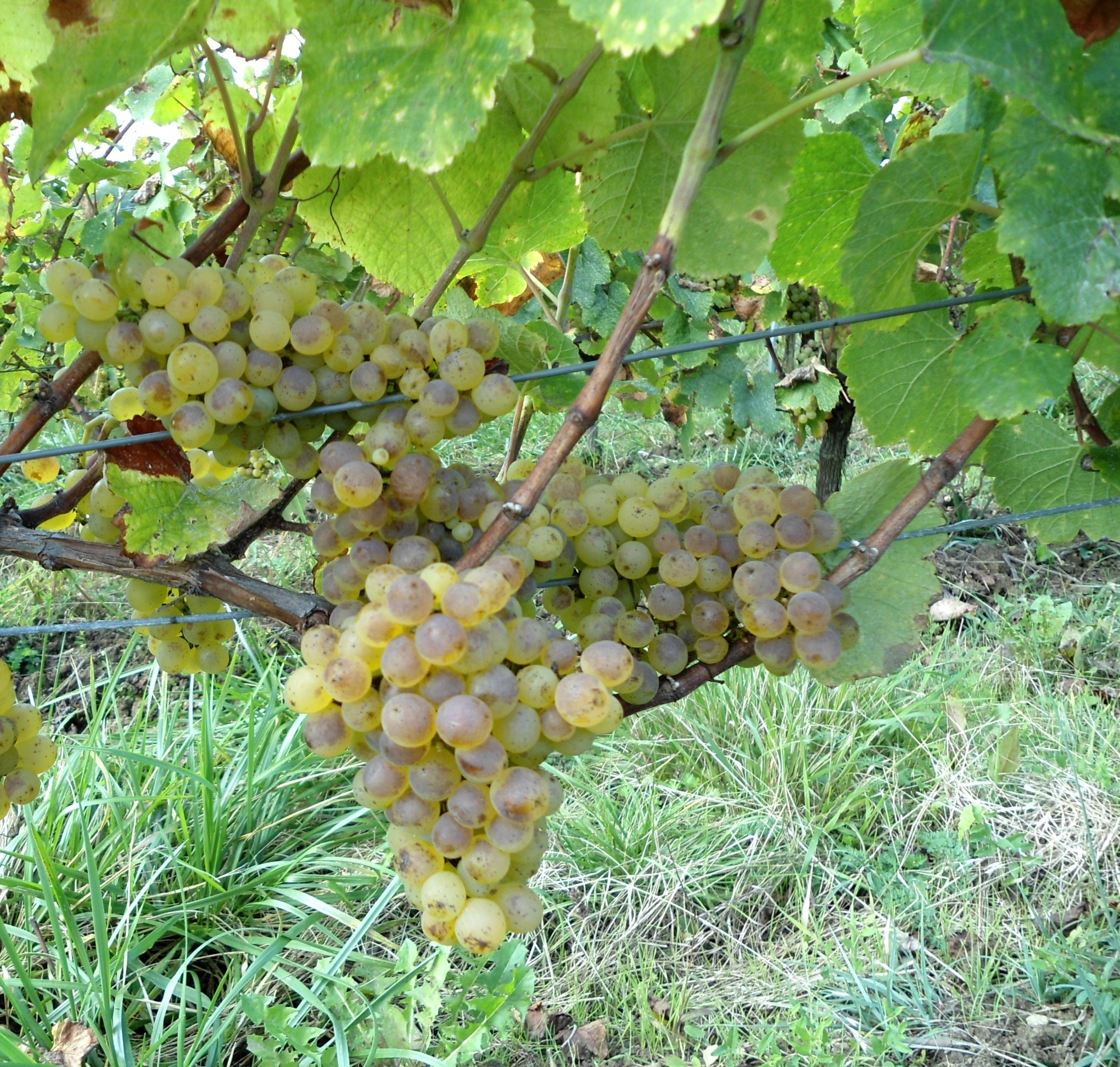
Cépage savagnin blanc.

L'extrémité du jeune rameau est très velue.
Les feuilles adultes sont de petite taille, trilobées, avec un sinus pétiolaire peu ouvert ou à bords chevauchants, des dents courtes ogivales, un limbe bullé et parfois gaufré et tourmenté.
Les grappes sont petites. Les baies sont petites et sphériques, de couleur jaune-doré.

## Aptitudes

### Culturales
Le savagnin est très bien adapté aux terroirs marneux (marnes grises / bleues) du Trias comme ceux du vignoble du Jura.

### Sensibilité aux maladies
Il se montre relativement résistant, en particulier vis-à-vis de la pourriture grise, grâce à sa pellicule épaisse.

### Changement climatique
Pour faire face au changement climatique, du fait de son équilibre et son potentiel d’acidité, le savagnin du Jura pourrait être implanté en Bourgogne.

### Vinification
Son raisin permet la vinification (ouillé ou sous voile dans le vignoble du Jura) de vins blancs de garde, puissants, complexes et riches en alcool, tout en conservant une bonne acidité. 
Il trouve toute son ampleur dans l'élaboration du vin jaune et Château-chalon (AOC). 
Sa richesse en sucre peut encore être augmentée par passerillage pour l'élaboration de vin de paille.

## Synonymes
Adelfranke, Aida, Albarin Blanco, Auvernat Blanc, Banc Court, Blanc Brun, Blanc Court, Bon Blanc, Christkindlestraube, Dreifpeennigholz, Dreimanner, Edel Traube, Edeltraube, Edler Weiss, Feuille Ronde, Fleischweiner, Forment, Formentin, Formentin Blanc, Fourmenteau, Fraenkisch, Fränkisch, Fraentsch, Franken, Frankisch, Frenschen Weiss, Frentsch, Fromentais, Fromente, Fromente Blanc, Fromenteau, Fromentin, Furiant, Gelbedler, Gentil Blanc, Gentile Blanc, Grauer Printsch, Gringet, Gruenedl, Haida, Heida, Heidenwein, Kleinbraun, Kleiner Traminer, Malvoisie, Marzimmer, Meunier Blanc, Milleran, Millerantraube, Nature, Nature Blanc, Naturel, Naturel A Arbois, Noble Vert, Nurnberger, Paien, Plant Paien, Poligny, Princ Bily, Rauschling, Ryvola Bila, Salvagnin, Sauvagneux, Sauvagnien, Sauvagnin, Sauvagnun, Sauvanon, Sauvoignin, Savagnien Blanc, Savagnin, Savagnin Blanc, Savagnin Jaune, Savagnin Vert, Savoignin, Schleitheimer, Servoignier, Servoyen Blanc, Svenie, Tokayer, Tramin, Tramin Biely; Tramin Bily, Traminac Beli, Traminac Bijeli, Traminer, Traminer Alb Auriu, Traminer Bianco, Traminer Blanc, Traminer d'Ore, Traminer Dore, Traminer Weiss, Traminer Weisser, Traminer Weißer, Tramini Feher, Viclair, Vigne Blanche, Vigne du Marechal, Weiss Blaue, Weiss Frenschen, Weissedler, Weisser Gewuerztraminer, Weißer Gewürztraminer, Weisser Traminer, Weißer Traminer, Weisskloevne.

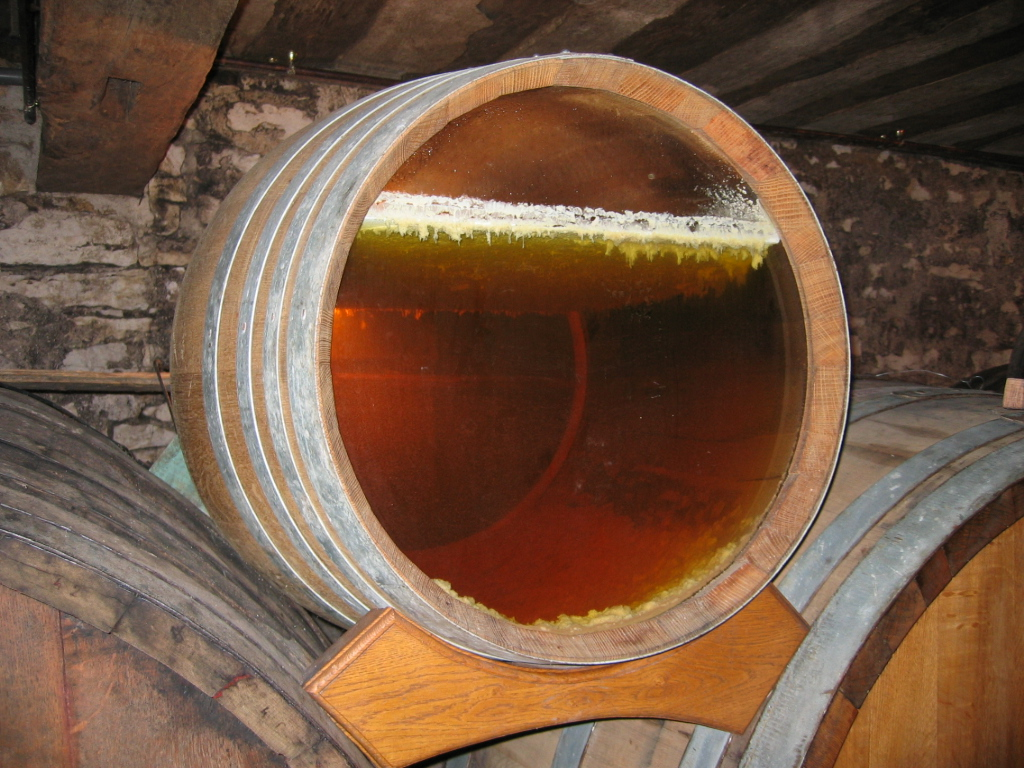
Fût de vin jaune élevé sous voile du vignoble du Jura
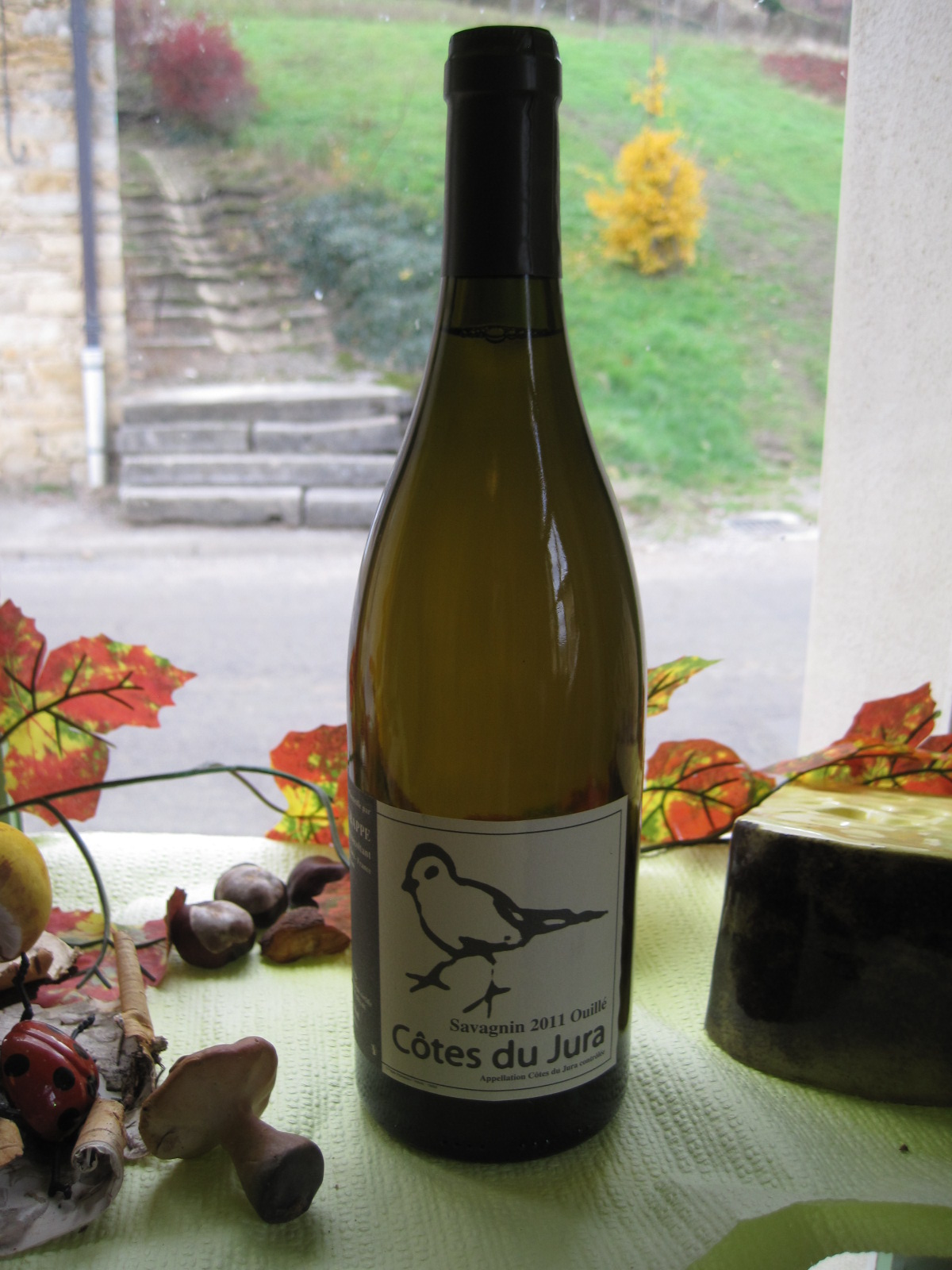
Bouteille de savagnin du vignoble du Jura
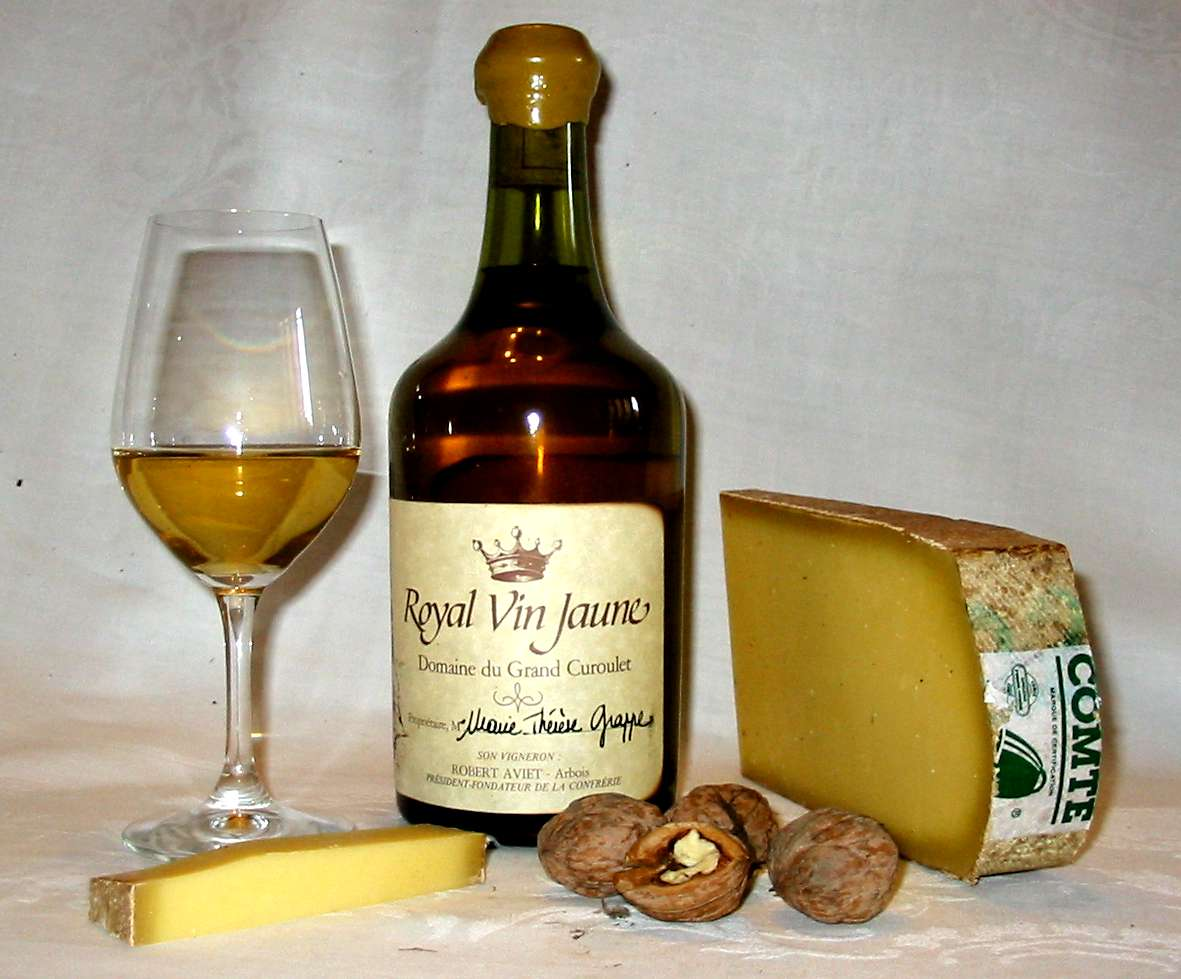
Vin jaune du vignoble du Jura
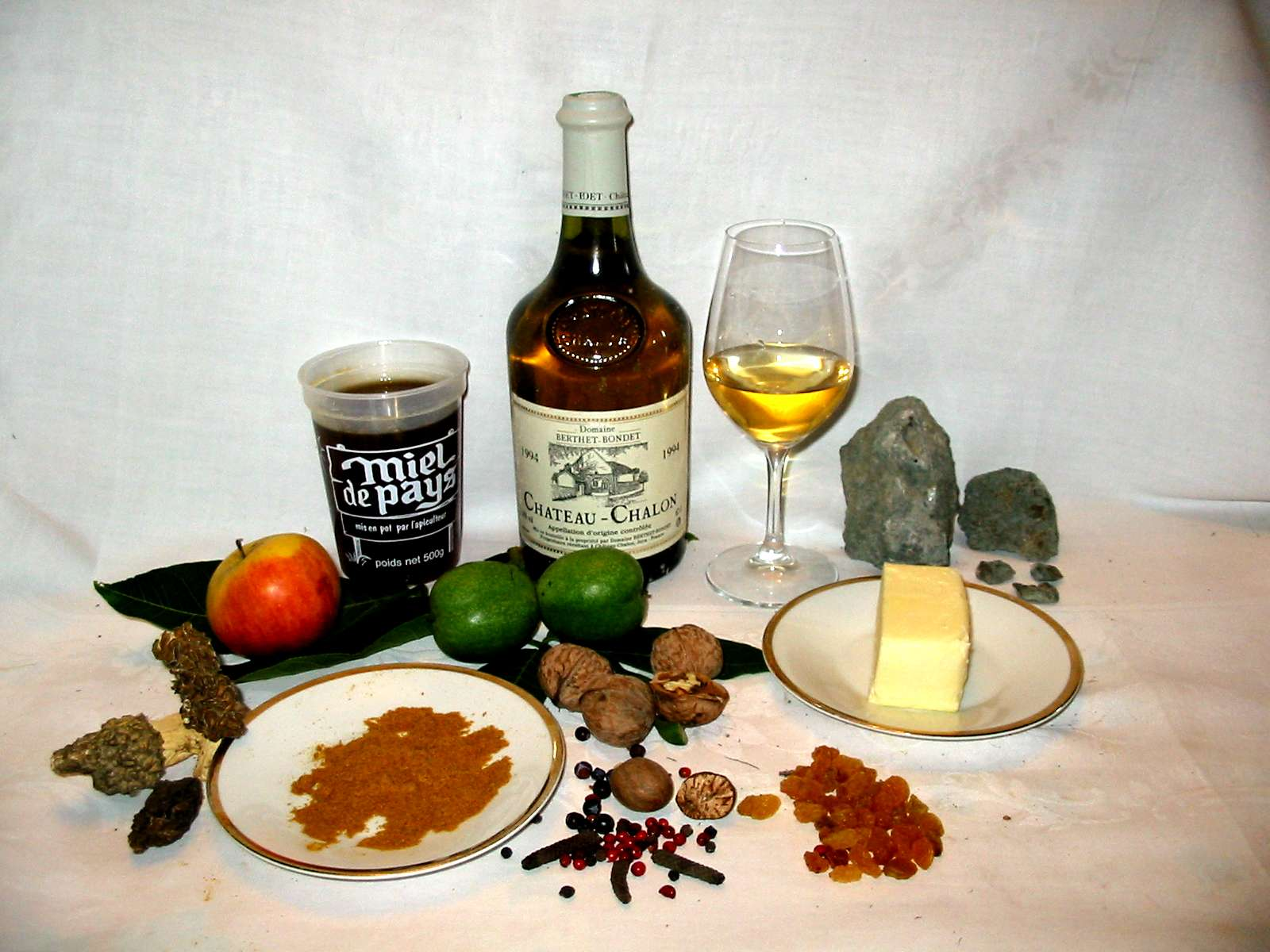
Château-chalon (AOC) du vignoble du Jura
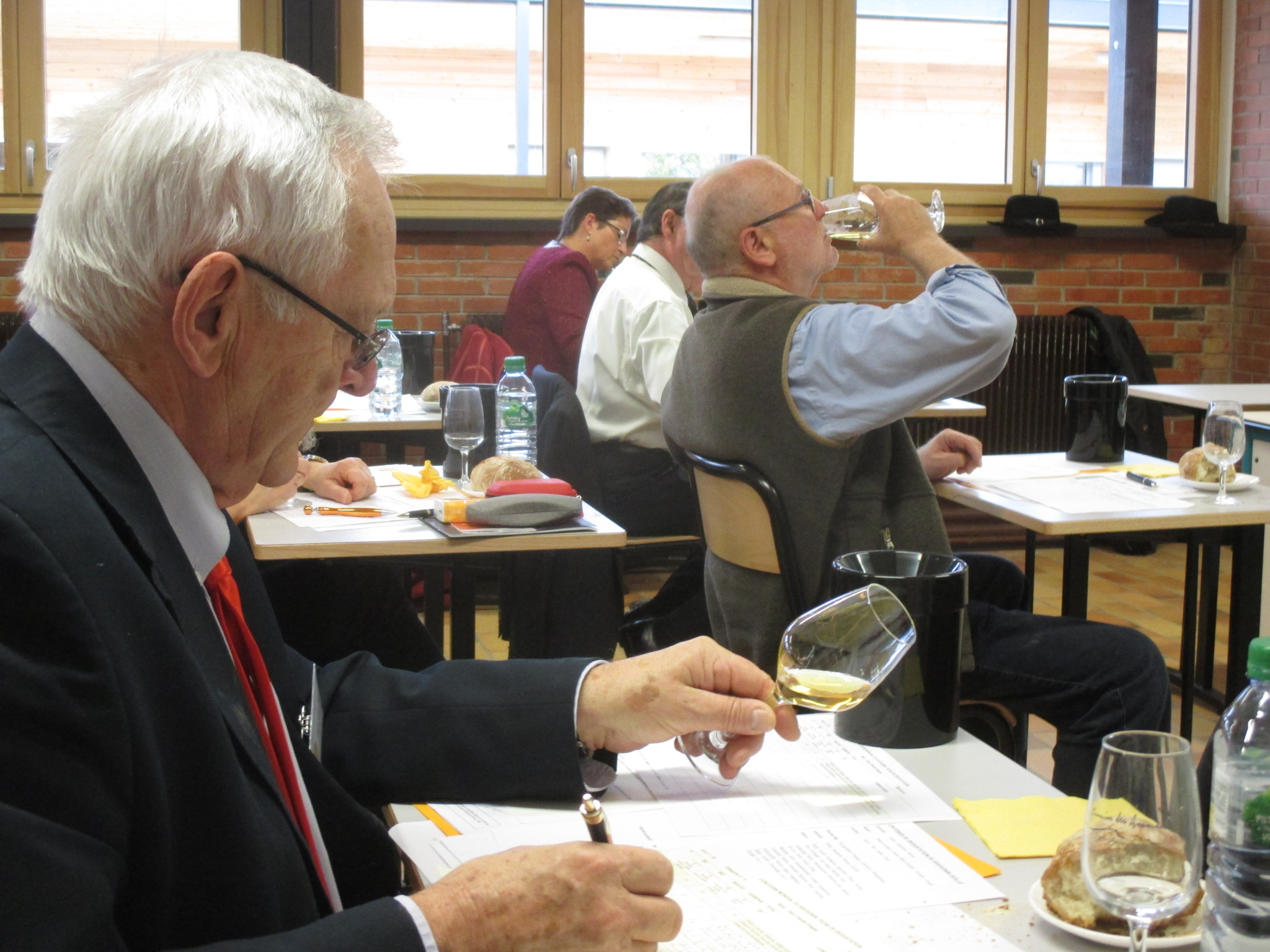
Dégustation de vins à base de cépage savagnin au Concours mondial du savagnin